# Echinolittorina placida
Echinolittorina placida is een slakkensoort uit de familie van de Littorinidae. De wetenschappelijke naam van de soort is voor het eerst geldig gepubliceerd in 2009 door Reid.